# Tiêu Kỷ
Tiêu Kỉ (giản thể: 萧纪; phồn thể: 蕭紀, 508 – 5 tháng 8 năm 553 DL), tên tự Thế Tuân (世詢), cũng được biết đến với tước Vũ Lăng vương (武陵王), là một thân vương và người yêu cầu hoàng vị của triều Lương trong lịch sử Trung Quốc. Ông là hoàng tử nhỏ tuổi nhất của Lương Vũ Đế, và được giao cai quản khu vực này là Tứ Xuyên và Trùng Khánh. Năm 552, tin rằng được Trời định làm hoàng đế, Tiêu Kỉ đã xưng đế và tiến về phía đông để cố gắng đoạt lấy ngôi vị. Năm 553, quân Tây Ngụy đã tấn công lãnh địa của Tiêu Kỉ, còn quân viễn chinh của Tiêu Kỉ đã thất bại trước quân của thất huynh Nguyên Đế, bản thân Tiêu Kỉ chết trong trận chiến.

## Bối cảnh
Tiêu Kỉ sinh năm 508, là hoàng thử thứ tám và nhỏ tuổi nhất của Lương Vũ Đế. Mẹ của ông là Cát tu dung. Khi còn thơ ấu, ông được đánh giá là hiếu học, và văn phong của ông được đánh giá là thanh tao và không quá hào nhoáng. Năm 514, Lương Vũ Đế phong Tiêu Kỉ là Vũ Lăng vương, Khi đã đến tuổi thiếu niên, Tiêu Kỉ nhiều lần được thăng chức vào các vị trí quan trọng do là hoàng tử được phụ hoàng sủng ái. Năm 537, Lương Vũ Đế phong Tiêu Kỉ làm thứ sứ của Ích châu (益州, nay là Tứ Xuyên). Trong lúc phụng sự tại Ích châu, Tiêu Kỉ đã tạo ra sự phát triển lớn về kinh tế và cũng mở mang lãnh thổ của Lương vào sâu trong các lãnh địa của tộc man di. Dưới sự quản lý của ông, Ích châu trở nên thịnh vượng và hùng mạnh về quân sự và kinh tế.

## Trong loạn Hầu Cảnh
Năm 548, phản tướng Hầu Cảnh tiến hành bao vây kinh thành Kiến Khang, nhiều thứ sử các châu đã cử quân đến Kiến Khang để giúp giải vây cho kinh thành. Tuy nhiên, Tiêu Kỉ ban đầu đã không có bất kỳ hành động nào. Sau khi Kiến Khang thất thủ và Lương Vũ Đế qua đời vào năm 549, Tiêu Kỉ đã hành động vào mùa xuân năm 550 khi phái thế tử Tiêu Viên Chiêu (蕭圓照) dẫn theo 3 vạn quân đi cứu viện. Tiêu Kỉ tuyên bố rằng ông nguyện để đội quân này hành động theo lệnh của hoàng huynh là Tương Đông vương Tiêu Dịch- khi đó trở thành người lãnh đạo các châu. Do lo ngại trước ý định thực sự của Tiêu Kỉ, Tiêu Dịch đã phong cho Tiêu Viên Chiếu làm thứ sử của Tín châu (信州, nay thuộc đông bộ Trùng Khánh) và lệnh cho Tiêu Viên Chiếu dừng quân tại Bạch Đế thành (thủ phủ của Tín châu) và không tiến thêm nữa.
Vào mùa hè năm 550, hòa thượng Tôn Thiên Anh (孫天英) đã phát động một cuộc khởi nghĩa nông dân và tấn công Thành Đô (成都, nay thuộc Thành Đô, Tứ Xuyên), thủ phủ của Ích châu. Tiêu Kỉ dã giao chiến với Tôn Thiên Anh và giết chết người này.
Vào mùa thu năm 550, người dân Lê châu (黎州, nay gần tương ứng với Quảng Nguyên, Tứ Xuyên) -- một châu nhỏ và nằm trong lãnh địa của Tiêu Kỉ— đã nổi dậy và đánh đuổi Lê châu thứ sử Trương Bôn (張賁). Bộ tướng Dương Pháp Sâm (楊法琛) đã dẫn quân tiến vào Lê châu, ông ta đã xúi giục hai gia tộc lớn của Lê châu là họ Vương và họ Giả thỉnh cầu Tiêu Kỉ cho phép Dương Pháp Sâm làm thứ sử. Tiêu Kỉ đã từ chối và tống giam nhi tử của Dương Pháp Sâm là Dương Sùng Ngung (楊崇顒) và Dương Sùng Hồ (楊崇虎). Đáp lại, Dương Pháp Sâm dâng vùng đất đang chiếm giữ cho Tây Ngụy.
Vào mùa đông năm 550, Tiêu Kỉ đã đưa quân rời khỏi Thành Đô và tiến về phía đông theo Trường Giang. Tiêu Dịch nghi ngờ về mục đích của Tiêu Kỉ nên đã viết một lá thư để ngăn ông lại, ghi rằng, "Người dân Ba Thục dũng cảm song dữ tợn, họ dễ dàng trở nên xúc động và khó kiểm soát. Ta cần đệ dõi theo bọn họ, để ta có thể tiêu diệt tên giặc [Hầu Cảnh]." Tiêu Dịch cũng lưu ý: "Xét theo địa lý, đệ và ta giống như Lưu Bị và Tôn Quyền, và chúng ta nên thỏa mãn với lãnh địa của mình. Dựa vào quan hệ huyết thống, chúng ta có thể giống như nước Lỗ và nước Vệ, và có thể tiếp tục giao thiệp." Có lẽ để phản ứng lại với thư của Tiêu Dịch, Tiêu Kỉ đã trở về Thành Đô. Trong khi đó, Tiêu Kỉ phái các bộ tướng Dương Can Vận (楊乾運) và Tiều Yêm (譙淹) đi đánh Dương Pháp Sâm. Vào mùa xuân năm 551, Dương Can Vận đã đánh bại được Dương Pháp Sâm, đánh bật và buộc người này phải chạy trốn, song Dương Can Vận sau đó đã thoái quân trong khi chưa bắt được Dương Pháp Sâm.
Vào mùa hè năm 551, một sự kiện đã khiến mối quan hệ giữa Tiêu Dịch và Tiêu Kỉ trở nên căng thẳng hơn. Nhi tử của Tiêu Kỉ là Giang An hầu Tiêu Viên Chính (蕭圓正) giữ chức thái thú của Tây Dương quận (nay gần tương ứng với Hoàng Cương, Hồ Bắc), nhận được sự ủng hộ rất lớn từ người dân, quân của Tiêu Viên Chính có tới 10 vạn tráng sĩ. Tiêu Dịch trở nên nghi ngờ và đã ban cho chất tôn hàm tướng. Khi Tiêu Viên Chính đến Giang Lăng (江陵, nay thuộc Kinh Châu, Hồ Bắc), thủ phủ của Kinh châu, để cảm tạ bá phụ. Tiêu Dịch đã từ chối gặp chất tôn song phái Nam Bình vương Tiêu Khác (蕭恪) đến đãi tiệc và trút say Tiêu Viên Chính. Sau đó, Tiêu Dịch tiến hành quản thúc Tiêu Viên Chính trong phủ của mình và đoạt lấy đội quân của Tiêu Viên Chính; khiến Tiêu Kỉ phẫn nộ.
Cũng vào hè năm 551, Hầu Cảnh tiến hành tấn công Tiêu Dịch trên quy mô lớn, Tiêu Dịch hy vọng vào sự trợ giúp từ Tây Ngụy nên đã lệnh cho Nghi Phong hầu Tiêu Tuần (蕭循)- thứ sử của Lương châu (梁州, nay thuộc nam bộ Thiểm Tây), từ bỏ thủ phủ Nam Trịnh (南鄭, nay thuộc Hán Trung, Thiểm Tây) và nhượng thành cho Tây Ngụy. Tiêu Tuần không đồng ý với quyết định, cho rằng hành động này không có lý do, song không nhận được phản hồi của Tiêu Dịch. Trong khi đó, thượng trụ Vũ Văn Thái của Tây Ngụy đã cùng với bộ tướng là Đạt Hề Vũ (達奚武) và Vương Hùng (王雄) đã tiến hành một cuộc tấn công theo hai hướng nhắm vào Nam Trịnh. Tiêu Tuần đã phái ký thất tham quân Lưu Phan (劉璠) đi cầu viện Tiêu Kỉ, Tiêu Kỉ đã phái Dương Can Vận đến hỗ trợ Tiêu Tuần. Sau khi hay tin Giản Văn Đế qua đời và Hầu Cảnh trở thành "Đại Hán hoàng đế", Tiêu Dịch mặc dù đã khước từ thỉnh cầu xưng đế song lại bắt đầu cho sản xuất các xe và trang phục chỉ dành cho hoàng đế.

## Xưng đế
Vào mùa xuân năm 552, sau khi hay tin Tiêu Dịch tấn công Hầu Cảnh (song không biết tướng Vương Tăng Biện của Tiêu Dịch khi đó đã đánh bại Hầu Cảnh và chiếm Kiến Khang), Tiêu Kỉ đã bình "thất huynh của ta [tức Tiêu Dịch] là một văn sĩ, Làm sao huynh ấy có thể thành công về quân sự?" Vào thời điểm đó, do thấy hoa nở từ các cột trụ trong phủ, và tin rằng đây là một dấu hiện được thần thánh phù trợ, Tiêu Kỉ đã xưng đế. Khi các thuộc hạ là Vương Tăng Lược (王僧略, huynh đệ của Vương Tăn Biện) và Từ Phanh (徐怦) phản đối hành động này, ông đã giết chết họ. Hành động này của ông đã khiến cho Tiêu Huy (蕭撝)-- người được Tiêu Kỉ phong là Tần quận vương—thở dài và nhận xét rằng việc giết người tài giỏi là dấu hiệu của tai họa sắp xảy đến. Trong khi đó, Tiêu Kỉ cũng triệu Lưu Phan đến, có ý định biến Lưu Phan làm người của mình, song Lưu Phan đã từ chối và cương quyết đòi trở về với Tiêu Tuần, Tiêu Kỉ cuối cùng đã nhượng bộ. (Ngay sau đó, Nam Trịnh đã rơi vào tay Vũ Văn Thái.) Tiêu Kỉ đã phong Tiêu Viên Chiếu làm thái tử và phong những nhi tử khác của ông làm vương.
Tiêu Viên Chiếu ở Bạch Đế thành đã cố ý thông tin sai cho cha rằng quân của Tiêu Dịch đang bị quân của Hầu Cảnh đánh bại. Do đó, Tiêu Dịch đã hành quân từ Thành Đô nhằm đối đầu với Hầu Cảnh. Ông để Lưu Huy (蕭撝) và nhi tử là Nghi Đô quận vương Tiêu Viên Túc (蕭圓肅) lưu thủ Thành Đô. Đáp lại, Tiêu Dịch đã cho khắc hình Tiêu Kỉ vào một bảng gỗ, và đích thân đóng đinh vào để nguyền rủa Tiêu Kỉ. Tiêu Dịch cũng phái các tù binh nguyên là quân của Hầu Cảnh đến chỗ Tiêu Dịch để thể hiện rằng Hầu Cảnh đã bị đánh bại. Tuy nhiên, Tiêu Viên Chiếu đã bắt các sứ giả và tù nhân của Tiêu Dịch và tiếp tục cung cấp cho cha mình các thông tin sai, vì thế Tiêu Kỉ đã cho tăng tốc hành quân. Tiêu Dịch lo sợ trước khả năng của Tiêu Kỉ nên đã thỉnh cầu Tây Ngụy tấn công Tiêu Kỉ từ phía sau. Vũ Văn Thái cho rằng có thể đoạt lấy Ích châu nên đã phái Uất Trì Huýnh đem quân đánh Ích châu. Cả Dương Pháp Sâm và Dương Can Vận đều hàng Tây Ngụy, và Uất Trì Huýnh nhanh chóng tiến đến Thành Đô và bao vây thành.
Tiêu Kỉ đã phái Tiều Yêm quay trở về Kiến Khang để cố giải vây, và nay thì ông đã nhận thức được rằng Hầu Cảnh đã bị tiêu diệt. Ông quở trách Tiêu Viên Chiếu, song vẫn quyết định tiến về phía đông để tấn công Tiêu Dịch (nay đã xưng đế, tức Nguyên Đế), bất chấp ý nguyện quay trở về Thành Đô để cứu viện của binh sĩ. Ban đầu, Tiêu Kỉ đã thắng được bộ tướng Lục Pháp Hòa (陸法和) của Tiêu Dịch, và ông đánh xuyên qua Tam Hiệp. Tiêu Dịch đã viết thư cho Tiêu Kỉ, đề xuất hòa bình và hứa để Tiêu Kỉ tiếp tục giữ Ba Thục và có quyền hành động giống như đế vương tại đó. Tuy nhiên, Tiêu Kỉ đã từ chối, song đến khi hay tin Thành Đô có nguy cơ thất thủ và bị quân của Tiêu Dịch ngăn cản, Tiêu Kỉ đã cố gắng chấp thuận hòa bình. Tuy nhiên, vào lúc này, Tiêu Dịch đã nhận thức được các khó khăn của Tiêu Kỉ, do đó đã từ chối hòa bình. Tuy nhiên, bất chấp việc đang ở trong tình thế khó khăn, Tiêu Kỉ đã từ chối phân phát khối tài sản đáng kể của ông cho binh lính để khuyến khích họ chiến đấu, kết quả là nhuệ khí của họ suy giảm.
Vào mùa hè năm 553, các bộ tướng của Tiêu Dịch là Vương Lâm, Tạ Đáp Nhân (謝答仁), và Nhâm Ước (任約), đã đánh bại hậu quân của Tiêu Kỉ và cắt đứt đường rút lui của ông, buộc Tiêu Kỉ phải tiếp tục tiến về phía đông. Bộ tướng khác của Tiêu Dịch là Phàn Mãnh (樊猛) đã tiêu diệt đội quân còn lại của Tiêu Kỉ và bao vây thuyền của ông để ngăn ông trốn thoát. Tiêu Dịch đã phái một mật chỉ cho Phàn Mãnh: "Nếu người đó vẫn còn sống, sẽ không có thắng lợi." Do đó, Phàn Mãn đã lên tàu của Tiêu Kỉ, Tiêu Kỉ đã ném một túi vàng vào Phàn Mãnh, hét lên "Hãy để ta thuê ngươi với số vàng này -- đưa ta đến chỗ thất huynh của ta." Phàn Mãnh đáp lại: "Làm thế nào mà ngươi có thể gặp được Thánh thượng? Nếu ta giết ngươi, số vàng này sẽ đi về đâu?". Phàn Mãnh tiến gần đến chỗ Tiêu Kỉ và giết chết ông. Tiêu Viên Mãn (蕭圓滿) đã cố bảo vệ cha cho đến lúc cuối, và cũng bị giết. Sau khi Tiêu Viên Chính từ chối tự sát, Tiêu Dịch đã bỏ đói Tiêu Viên Chính đến chết, và bắt giữ các nhi tử còn lại của Tiêu Kỉ. Tiêu Dịch cắt bỏ dòng của Tiêu Kỉ ra khỏi hoàng thất, và cải tính của Tiêu Kỉ thành Thao Thiết (饕餮, nghĩa là "tham ăn").